# Cininha de Paula
Maria Lupicinia Viana de Paula Gigliotti, conhecida artisticamente como Cininha de Paula (Rio de Janeiro, 23 de junho de 1959), é uma atriz e diretora brasileira.
Filha da atriz Lupe Gigliotti, é mãe da atriz Maria Maya, fruto de seu casamento com o diretor e ator Wolf Maya, sobrinha do humorista Chico Anysio e do cineasta Zelito Viana, prima dos atores Marcos Palmeira, Bruno Mazzeo e do comediante Nizo Neto.
Cininha de Paula dirigiu os programas Sai de Baixo e Sítio do Picapau Amarelo, além de novelas como Cobras e Lagartos e Aquele Beijo. Também esteve à frente da nova versão da Escolinha do Professor Raimundo, em que seu primo Bruno Mazzeo assumiu o papel principal.

## Trabalhos como diretora

### Telenovelas
| Ano  | Título                       |
| ---- | ---------------------------- |
| 2011 | Aquele Beijo (direção geral) |
| 2006 | Cobras & Lagartos (direção)  |
| 1996 | Salsa e Merengue (direção)   |

### Filmes
| Ano  | Título                    |
| ---- | ------------------------- |
| 2017 | Duas de Mim               |
| 2018 | Crô em Família            |
| 2020 | De Perto Ela Não É Normal |

### Programas
| Ano       | Título                                             |
| --------- | -------------------------------------------------- |
| 2022      | O Coro                                             |
| 2017      | Brasil a Bordo                                     |
| 2015-2019 | Escolinha do Professor Raimundo (nova geração)     |
| 2014      | Sexo e as Negas                                    |
| 2013-2016 | Pé na Cova                                         |
| 2010      | A Vida Alheia                                      |
| 2008-2009 | Toma Lá, Dá Cá                                     |
| 2003      | 450 anos da cidade de São Paulo (programa ao vivo) |
| 2002-2005 | Sítio do Picapau Amarelo (2001)                    |
| 2001-2002 | Sai de Baixo                                       |
| 2001-2002 | Brava Gente                                        |
| 1999-2002 | Gente Inocente                                     |
| 1999      | O Belo e as Feras                                  |
| 1998-1999 | Mulher (seriado)                                   |
| 1998-1999 | Você Decide                                        |
| 1998-1999 | 50 anos de TV (Humor e Infantil)                   |
| 1995-1996 | Não Fuja da Raia                                   |
| 1991      | Estados Anysios de Chico City                      |
| 1990-1995 | Escolinha do Professor Raimundo                    |
| 1988      | Grupo Escolacho                                    |
| 1987-1990 | Chico Anysio Show                                  |
|           | O Nosso Amor A Gente Inventa                       |

### Teatro
| Ano       | Título                                  |
| --------- | --------------------------------------- |
| 2019-2020 | Musical Achados e Perdidos              |
| 2018      | Macbeth: Pelas Ruas da Cidade           |
| 2017      | A Megera Domada O Musical               |
| 2013      | Meu Amigo Bobby                         |
| 2010      | A Gaiola das Loucas                     |
| 2003-2005 | Este Alguém Maravilhoso que eu amei     |
| 2001      | O Assalto                               |
| 2000      | Deu Browday na Cabeça                   |
| 1998-1999 | Somos Irmãs – de Sandra Louzada         |
| 1997      | Um Gordo em Conquista                   |
| 1996      | “Viva Elvis”                            |
| 1996      | Pocachontas                             |
| 1995-1996 | Band-Age                                |
| 1995-1996 | A Menina e o Vento                      |
| 1994-1995 | O Homem da Pizza                        |
| 1994      | A Bruxinha que era Boa (supervisão)     |
| 1993      | A Volta do Chico Mau (supervisão)       |
| 1993      | Yentel                                  |
| 1992      | Rock Rollou – show de rock              |
| 1992      | Som Mu Caipira – show de música country |
| 1991-1992 | Perfume de Madona                       |
| 1990-1991 | Meu Primo Walter – comédia              |
| 1989      | Radio Stars – show de música            |
| 1986      | Uma História de Amor – infantil         |

## Filmografia
| Ano       | Título                          | Papel                  | Nota                                                 |
| --------- | ------------------------------- | ---------------------- | ---------------------------------------------------- |
| 2019      | Escolinha do Professor Raimundo | Dona Escolástica       | Participação especial                                |
| 2001      | Brava Gente                     | vizinha                | Episódio: O morto do Encantado morre e pede passagem |
| 1998      | Hilda Furacão                   | Lucianara              |                                                      |
| 1996      | O Fim do Mundo                  | Zizi Badaró            |                                                      |
| 1992      | Anos Rebeldes                   | Dona Mariléa (censora) |                                                      |
| 1990      | Delegacia de Mulheres           | Roseclair              |                                                      |
| 1985      | De Quina pra Lua                | Clodomira              |                                                      |
| 1985      | Jogo Duro                       |                        |                                                      |
| 1984      | Partido Alto                    | Salete                 |                                                      |
| 1983      | Champagne                       | Maria                  |                                                      |
| 1982      | Final Feliz                     | Kátia                  |                                                      |
| 1982      | Elas por elas                   | Virginia               |                                                      |
| 1979-1983 | Os Trapalhões                   | Várias Personagens     |                                                      |
| 1977      | Sítio do Picapau Amarelo        | Ordélia                |                                                      |

## Premiações
- 2005 - Prêmio Mídia Ativa (prêmio internacional da UNESCO) ... Melhor programa infantil da TV “Sítio do Pica-Pau Amarelo
- 2002 - Prêmio Bastidores ... Celebridade
- 2002/2003/2004 - Prêmio Qualidade Brasil ... Melhor programa infantil da TV “Sítio do Pica-Pau Amarelo”
- 2001 - Prêmio Qualidade Brasil ... Melhor programa infantil da TV  “Gente Inocente”
- 1999 - Prêmio Sharp de Teatro ... Melhor direção  “Somos Irmãs”
- 1997 - Prêmio Sharp de Teatro ... Melhor espetáculo infantil “Pocahontas”
- 1995 - Prêmio Coca Cola de Teatro Infantil ... Melhor direção e produção “A Menina e o Vento”
- 1990 - Festival Internacional de Filmes e TV- NY ... Medalha de bronze – direção
- 1987 - Festival de Cinema da Venezuela ... Jogo Duro – melhor  atriz
- 1986 - Festival de Cinema de Fortaleza ... Jogo Duro – melhor atriz
- 1985 - Prêmio APETESP ... Melhor Atriz - Pô Romeu
- 1984 - Prêmio Revelação TV – APCA – SP ... Prêmio como atriz - Partido Alto
- 1980 - Prêmio Mambembe ... Melhor produção – Diamante de Gogol
- 1978 - Prêmio Mambembe ... Melhor atriz revelação teatro infantil – Bruxinha que era Boa